# Francisco Usón
Francisco Usón Ramírez es un militar venezolano que fue arrestado el 22 de mayo de 2004, después de ser entrevistado por la periodista Marta Colomina. El 24 de diciembre de 2007, se le otorgó libertad condicional.

## Carrera y arresto
Está casado con María Eugenia Borges de Usón y tiene una hija llamada María José Usón Borges. Después de graduarse en la Academia Militar de Venezuela, Usón ocupó varias posiciones, incluyendo general brigadier y jefe de la oficina de presupuesto hasta su renuncia en el marco de los sucesos del 11 de abril de 2002. En 2003 paso a situación de retiro.
El 16 de abril de 2004, Usón fue entrevistado en un programa de televisión dirigido por la periodista Marta Colomina. Durante la entrevista, a Usón se le preguntó sobre los hechos ocurridos en la base militar Fuerte Mara, donde un incendio en una celda de castigo quemó a ocho soldados el 30 de marzo de 2004. Usón fue arrestado después de declarar que el uso de un lanzallamas para generar el incendio habría significado premeditación, diciendo que “Sería muy, muy grave si resultara ser cierto.” Fue condenado a 5 años y 6 meses de prisión.
Organizaciones de derechos humanos denominaron el arresto como políticamente motivado. Human Rights Foundation la consideró una violación de su derecho de ser libre de detenciones arbitrarias, la libertad de expresión, y el derecho de un trato justo y el debido proceso bajo la ley. Se le suspendió el derecho a recibir visitas.
El 24 de diciembre de 2007, Usón fue liberado bajo las condiciones de que no hablara sobre su caso; de participar en ningún evento político, marchas, protestas, o reuniones, ni postularse a ningún cargo público; y que se sometiera a una evaluación psiquiátrica. En 2009 la Corte Interamericana de Derechos Humanos encontró culpable al Estado venezolano por la violación de varios derechos durante el juicio y encarcelamiento de Francisco Usón.